# Anthology (album Michaela Jacksona)
Anthology je kompilacijski album američkog glazbenika Michaela Jacksona, kojeg 1986. godine objavljuje diskografska kuća Motown.
Materijal se sastoji od dodatnih uspješnica sa sastavom The Jackson 5 i neobjavljenim materijalom. Anthology je prvotno objavljen 14. studenog 1986. godine u Sjedinjenim Državama, a potom je 8. studenog 1995. godine ponovo izdan.

## Popis pjesama

### Disk prvi
1. "Got to Be There"
2. "Rockin' Robin"
3. "Ain't No Sunshine"
4. "Maria (You Were the Only One)"
5. "I Wanna Be Where You Are"
6. "Girl, Don't Take Your Love from Me"
7. "Love Is Here and Now You're Gone"
8. "Ben"
9. "People Make the World Go 'Round"
10. "Shoo-Be-Doo-Be-Doo-Da-Day"
11. "With a Child's Heart"
12. "Everybody's Somebody's Fool"
13. "Greatest Show on Earth"
14. "We've Got a Good Thing Going"
15. "In Our Small Way"
16. "All the Things You Are"
17. "You Can Cry on My Shoulder"
18. "Maybe Tomorrow" (The Jackson 5)
19. "I'll Be There" (The Jackson 5)
20. "Never Can Say Goodbye" (The Jackson 5)
21. "It's Too Late to Change the Time" (The Jackson 5)
22. "Dancing Machine" (The Jackson 5)

### Disk drugi
1. "When I Come of Age"
2. "Dear Michael"
3. "Music and Me"
4. "You Are There"
5. "One Day in Your Life"
6. "Make Tonight All Mine"
7. "Love's Gone Bad"
8. "That's What Love Is Made Of"
9. "Who's Looking for a Lover"
10. "Lonely Teardrops"
11. "Cinderella Stay Awhile"
12. "We're Almost There"
13. "Take Me Back"
14. "Just a Little Bit of You"
15. "Melodie"
16. "I'll Come Home to You"
17. "If'n I Was God"
18. "Happy (Love Theme from "Lady Sings the Blues")"
19. "Don't Let It Get You Down"
20. "Call on Me"
21. "To Make My Father Proud"
22. "Farewell My Summer Love"

## Vanjske poveznice
- Allmusic - Recenzija albuma